# Bardymskij rajon
Il Bardymskij rajon (in russo Бардымский район?) è un municipal'nyj rajon (муниципальный округ) del Territorio di Perm', in Russia; il capoluogo è il villaggio di Barda.